# 土耳其历史年表

## 突厥人入主以前
| 日期                  | 事件 |
| --------------------- | --- |
| 公元前10,000年        | 哥貝克力石陣建成，是人類至今在地球上發現最早的文明遺蹟之一。                                                |
| 公元前7500年          | 加泰土丘建立，成為新石器時代已知最大的人類聚居點。                                                          |
| 公元前1600年          | 从东欧来的人（Hittite）以哈圖沙城為首都建立赫梯帝國，稱霸小亞細亞。                                         |
| 公元前1200年          | 爱琴海沿岸特洛伊战争发生，也就是木马屠城记。                                                                |
| 公元前1180年          | 赫梯被弗里吉亚人（Phrygia）所滅。                                                                           |
| 公元前1000年－前600年 | 入侵这块土地并建立文明的有弗里吉亚人、呂底亞人（Lydia），这个时期为希腊化时间（Hellenic）。                 |
| 公元前550年           | 波斯的大流士大帝入侵统治。                                                                                  |
| 公元前334年           | 马其顿王国的亚历山大大帝统治。                                                                              |
| 公元前323年－前129年  | 亚历山大大帝去世后，他的帝国分裂成好几个国家，安那托利亞地方也四分五裂。                                    |
| 公元前129年           | 罗马帝国在安那托利亚建立一个省，成为罗马帝国的一部分，首都为以弗所（Ephesus）。丝路以这里为连接欧洲的桥梁。 |
| 325年                 | 尼西亞會議舉行。第一次基督教大公會議，確定了許多基督教基本教義。                                            |
| 330年                 | 东、西罗马帝国开始分裂，君士坦丁大帝迁都从罗马迁至君士坦丁堡（今天的伊斯坦堡）。                            |
| 395年                 | 东罗马帝国被称为拜占庭帝国，东西罗马帝国彻底分裂。                                                          |
| 527年－565年          | 查士丁尼一世在位，是拜占庭帝国文治武功达最盛时期，建圣索菲亚大教堂。                                        |
| 641年                 | 穆斯林第一次入侵安那托利亞。                                                                                |
| 676年                 | 阿拉伯人發動第一次君士坦丁堡之圍，被希臘火擊退。                                                            |

## 突厥人入主以後
| 日期           | 事件 |
| -------------- | --- |
| 1071年－1243年 | 突厥塞尔柱人（Selcuk）人在科尼亞（Konya）建苏丹国，版图包括土耳其、伊朗、伊拉克。塞尔柱人以建筑及工艺闻名，并有著名的梅夫拉維教團（旋转舞创始者）。此帝国后被蒙古人消灭。 |
| 1096年         | 平民十字軍進入小亞細亞，被突厥人打敗。 |
| 1097年         | 參與第一次十字軍東征的正規十字軍進入小亞細亞。 |
| 1156年         | 大塞爾柱帝國崩潰，罗姆苏丹国成為僅存的塞爾柱分支。 |
| 1204年         | 第四次十字軍東征，十字軍洗劫君士坦丁堡，建立拉丁帝國。 |
| 1261年         | 尼西亞帝國的米海爾八世收復君士坦丁堡，東羅馬帝國復國。 |
| 1299年         | 另一支突厥集团在首领奥斯曼一世的领导下，于布尔萨（Bursa）附近建立，势力日益强大。 |
| 1371年         | 9月27日馬里查戰役，奥斯曼帝国征服馬其頓。 |
| 1389年         | 6月15日科索沃戰役，奥斯曼帝国征服塞爾維亞。 |
| 1396年         | 9月25日尼科波利斯戰役，奥斯曼帝国征服保加利亞。 |
| 1444年         | 11月10日瓦爾納戰役，鄂圖曼人勝利，十字軍已經無力解救東羅馬帝國。 |
| 1453年         | 穆罕默德二世（征服者穆罕默德，Mehmet II）率军占领君士坦丁堡，東羅馬皇帝君士坦丁十一世戰死，東羅馬帝國向奥斯曼人投降。 |
| 1460年         | 穆罕默德二世征服摩里亞。 |
| 1461年         | 穆罕默德二世消滅特拉布松帝國。 |
| 1462年         | 穆罕默德二世開始營建托卡比皇宮（Topkapı Sarayi）。 |
| 1463年         | 奥斯曼帝国征服波斯尼亞。 |
| 1475年         | 蓋迪克·艾哈邁德帕夏奪取卡法，克里米亞汗國成為奥斯曼帝国附庸國。 |
| 1478年         | 奥斯曼帝国征服阿爾巴尼亞。 |
| 1481年         | 5月3日，穆罕默德二世離世，巴耶濟德二世繼位。 |
| 1482年         | 奥斯曼帝国征服黑塞哥維那。 |
| 1498年         | 奥斯曼帝国征服黑山。 |
| 1512年         | 查爾迪蘭戰役，塞利姆一世打敗波斯薩非王朝的伊斯瑪儀一世，庫爾德斯坦落入奥斯曼帝国統治。 |
| 1517年         | 里達尼亞戰役，塞利姆一世打敗馬木留克王朝的圖曼·貝伊二世，奥斯曼帝国征服埃及、敘利亞和巴勒斯坦。塞利姆一世取得哈里發頭銜。 |
| 1519年         | 奥斯曼帝国征服阿爾及利亞。 |
| 1520年－1566年 | 奥斯曼帝国在素檀(Sultan)苏萊曼一世(Suleman I)的领导下，文治武功达最盛期，地跨欧、亚、非、地中海、红海、印度洋皆在其管辖区。 |
| 1529年         | 維也納之圍，奥斯曼人打到奥地利维也纳城门下，但攻城不克而返。 |
| 1533年         | 伊拉克落入奥斯曼帝国統治。 |
| 1541年         | 苏萊曼一世奪取了布達佩斯（時稱布達），最後征服匈牙利的大部分。 |
| 1550年         | 蘇丹女權時期。 |
| 1551年         | 奥斯曼帝国征服利比亞。 |
| 1570年         | 奥斯曼帝国征服塞浦路斯。 |
| 1571年         | 西班牙和威尼斯於勒班陀戰役打敗奥斯曼人，阻止了奥斯曼帝国的海上擴張。 |
| 1574年         | 奥斯曼帝国征服突尼西亞。 |
| 1578年         | 奥斯曼帝国征服第比利斯和格魯吉亞大部分。 |
| 1590年         | 奥斯曼帝国與波斯薩非王朝簽署《伊斯坦堡條約》，格魯吉亞、亞美尼亞、阿塞拜疆和伊朗西部均落入奥斯曼帝国統治。 |
| 1612年         | 奥斯曼帝国與薩非王朝再簽署《納蘇赫帕夏條約》，奥斯曼帝国放棄1590年《伊斯坦堡條約》所得領土。 |
| 1615年         | 《塞拉夫條約》准許《納蘇赫帕夏條約》執行。 |
| 1683年         | 9月12日維也納之戰，奥斯曼帝国戰敗。 |
| 1686年         | 奥斯曼人撤離了匈牙利。 |
| 1687年         | 穆罕默德四世被廢黜。 |
| 1699年         | 《卡洛維茨條約》簽訂，匈牙利割予奧地利大公國。 |
| 1718年         | 《帕薩羅維茨條約》簽訂，鬱金香時期開始（直到1730年）。 |
| 1729年         | 易卜拉欣·穆提費里卡（Ibrahim Muteferrika）開設了土耳其第一個印刷機。 |
| 1730年         | 帕特羅納·哈利勒叛亂結束了鬱金香時期，艾哈邁德三世被廢黜。 |
| 1739年         | 《貝爾格萊德和約》簽訂。 |
| 1774年         | 《庫楚克開納吉和約》簽訂，奥斯曼帝国衰失了克里米亞汗國宗主權。 |
| 1807年         | 5月，改革派蘇丹塞利姆三世因土耳其禁衛軍暴亂而被廢黜。 |
| 1808年         | 7月21日，阿萊姆達爾·穆斯塔法帕夏鎮壓了暴亂，但塞利姆三世已死，於是馬哈茂德二世繼位。 |
| 1821年         | 希臘獨立戰爭開始。 |
| 1826年         | 6月15日，吉祥事變，土耳其禁衛軍被廢除，現代化西式軍隊建立。 |
| 1830年         | 阿爾及利亞逐步落入法國統治。 |
| 1831年－1833年 | 埃及-奥斯曼戰爭。 |
| 1832年         | 7月21日，希臘正式獲得主權。 |
| 1853年         | 克里米亞戰爭，儘管在英國、法國和撒丁王國協助下打敗俄羅斯，但這只進一步顯出奥斯曼軍隊的落後。 |
| 1860年         | 10月21日，第一份土耳其語報章（Tercüman-ı Ahvâl）出現。 |
| 1862年         | 2月5日，一個統一的羅馬尼亞自治國家建立。 |
| 1877年－1878年 | 俄土戰爭，《聖斯特凡諾條約》簽訂。保加利亞領土被重新劃分；塞爾維亞、羅馬尼亞和黑山自鄂圖曼帝國治下獨立。奧匈帝國佔領了波斯尼亞。 |
| 1878年         | 6月4日，英國佔領了塞浦路斯。 |
| 1881年         | 穆斯塔法·凯末尔出生。突尼西亞成為法國殖民地。 |
| 1882年         | 埃及成為英國保護國，奥斯曼帝国淪為只是名義上擁有埃及主權。 |
| 1885年         | 9月6日，東魯米利亞行省轉讓給了保加利亞。 |
| 1908年         | 青年土耳其黨人革命，奥斯曼帝国於7月3日進入二次立憲時期。10月7日奧匈帝國吞併波斯尼亞。 |
| 1912年         | 意大利奪得利比亞，結束340年土耳其對北非的統治。 |
| 1913年         | 第一次巴爾幹戰爭，除了伊斯坦堡及附近土地，奥斯曼帝国幾乎喪失歐洲全部領土。 |
| 1914年         | 第一次世界大战爆发，奥斯曼帝国加入同盟国，对英、法宣战，於是在8月2日英國吞併了塞浦路斯。 |
| 1915年         | 4月24日，奥斯曼帝国開始發動亞美尼亞種族滅絕。 |
| 1918年         | 同盟国战败，战胜国欲瓜分土耳其。 |
| 1923年         | 穆斯塔法·凯末尔率领土耳其人抵抗外侮，宣布土耳其共和国正式成立。时代杂志曾刊出在这一千年（1000－1999）中最重要的二十件历史大事，其中关于土耳其奥斯曼帝国的就有两项。 |
| 1924年         | 土耳其大國民議會廢除了奥斯曼帝国哈里發，並逐年實施各項世俗化政策。 |
| 1925年         | 共和人民黨一黨獨大，而Takrir-i Sukun律法禁止了反對派報章，使土耳其「共和国」成為歐洲最早的獨裁國家之一。 |
| 1926年         | 土耳其通過了借鑒《瑞士民法典》的民法典，給予女性公民權利並且禁止多配偶制。又以《意大利刑法典》為基礎制定了刑法典。 |
| 1928年         | 4月10日，「土耳其國教為伊斯蘭教」的條文從憲法中剔除。11月1日，土耳其語轉用基於拉丁字母的土耳其語字母。 |
| 1929年         | 4月3日，女性獲得市政選舉的選舉及被選舉權。9月1日，阿拉伯语和波斯语在教育中被剔除，變成純粹土耳其語教學。 |
| 1931年         | 3月26日，《單位法》通過，傳統阿拉伯量度衡被廢除，沿用公制（例如以公斤取代沃克 okka，以米取代恩达泽 endaze等等）。 |
| 1932年         | 7月18日，土耳其加入國際聯盟。 |
| 1933年         | 480年歷史的Darülfünun被廢除，改變為伊斯坦堡大學。土耳其女性獲得村議會的選舉及被選舉權。 |
| 1934年         | 6月21日通過的《姓氏法》禁止了「貝伊」、「阿凡提」、「帕夏」（凯末尔原有的名號）、「蘇丹」等名號。11月24日，穆斯塔法·凯末尔獲賜姓「阿塔圖克」，聖索菲亞大教堂從清真寺轉變為博物館。12月5日，土耳其女性獲得國會的選舉及被選舉權（在此之後的第一次選舉，有18位女性被選入土耳其大國民議會）。 |
| 1937年         | 國際聯盟允許了哈塔伊獨立。 |
| 1938年         | 11月10日，土耳其國父穆斯塔法·凯末尔去世，前總理、將軍伊斯麥特·伊諾努接任總統。 |
| 1939年         | 第二次世界大戰展開，土耳其選擇長期中立，直到戰爭後期才向德國宣戰。7月7日，哈塔伊加入土耳其。 |
| 1950年         | 5月14日，共和國以來第一場民主選舉，伊斯麥特·伊諾努和他的共和人民黨輸給了新成立、傑拉勒·拜亞爾和阿德南·曼德列斯所屬的民主黨。 |
| 1952年         | 土耳其成為北大西洋公約組織成員國。 |
| 1955年         | 9月，伊斯坦堡暴動，牽起希臘人和基督徒離開的進程。 |
| 1960年         | 38位軍官組成了軍政府並於5月27日發動1960年土耳其政變，民主黨總理阿德南·曼德列斯遭受不公平審判，與兩名部長被絞刑處決。 |
| 1965年         | 軍政府返回民選政府，伊斯麥特·伊諾努再度於民主選舉中落敗，這次是正義黨的蘇萊曼·德米雷爾。 |
| 1974年         | 土耳其入侵塞浦路斯。 |
| 1980年         | 9月12日發生1980年土耳其政變。全國四分之一兵力（大約475,000人）被動員去解決政變者。 |
| 1983年         | 11月6日，隨著1982年憲法建立，軍政府解散。 |
| 2004年         | 12月17日，歐洲聯盟同意與土耳其展開加入談判。 |
| 2005年         | 歐盟與土耳其展開加入談判，因雙方意見不合而沒有在原定時間進行。 |
| 2014年         | 總理雷杰普·塔伊普·埃尔多安成為首次全國總統直選選出的總統。 |
| 2016年         | 7月15日流產政變及後續整肅。 |
| 2018年         | 橄欖枝行動，土耳其武裝部隊進入敘利亞西北部，阻止庫爾德族武裝繼續壯大。 |
| 2019年         | 2019年土耳其在敘利亞東北部的攻勢。 |